# Tyimasovszki járás

A Tyimasovszki járás a Krasznodari határterületen

A Tyimasovszki járás (oroszul Тимашёвский муниципальный район) Oroszország egyik járása a Krasznodari határterületen. Székhelye Tyimasovszk.

## Népesség
- 1989-ben 91 851 lakosa volt.
- 2002-ben 107 189 lakosa volt, melyből 97 310 orosz (90,8%), 3 126 örmény, 2 715 ukrán, 522 fehérorosz, 425 tatár, 350 német, 286 azeri, 235 görög, 196 grúz, 159 cigány, 37 adige, 5 török.
- 2010-ben 106 130 lakosa volt.

Az örmények százalékos aránya Rogovszkaja településen haladja meg jelentősen a járási összességben kimutatható arányszámukat.